# 2692 Чкалов
2692 Чкалов (2692 Chkalov) — астероїд головного поясу, відкритий 16 грудня 1976 року.
Тіссеранів параметр щодо Юпітера — 3,382.